# Operation Span
Operation Span var under 2. verdenskrig en vildledningsoperation i forbindelse med invasionen af Sydfrankrig i 1944 (Operation Dragoon). 
Efter Dragoon var sat i værk nærmede landgangsfartøjer og andre amfibiefartøjer Korsika og den italienske vestkyst lige efter den rigtige invasion. 